# 이오타 (가수)
이오타(본명: 이수아, 1983년 1월 15일 ~ )은 대한민국의 가수이다.
그녀의 현재 거주지는 서울특별시이다.

## 학력
- 고촌초등학교 수료
- 오정초등학교 졸업
- 부명중학교 졸업
- 진영정보공업고등학교 졸업
- 영진전문대학 정보통신학과 졸업
- 경희대학교 포스트모던음악학과 재학중

## 경력
- 2005년 ~ 2008년 그룹 'LPG' 멤버

## 데뷔
- 2005년 LPG 정규 앨범 "Long Pretty Girls"

## 음반
- 2008년 1.5집 첫...설레임